# Absolute convergentie
Absolute convergentie is de eigenschap van een oneindige reeks, dat de som van de absolute waarden van de getallen in de bijbehorende rij {\displaystyle \left(a_{i}\right)} eindig is. Een integraal die eindig is, indien van de integrand de absolute waarde wordt genomen, wordt ook absoluut convergent genoemd.
Een reëel- of complexwaardige reeks {\displaystyle \sum _{i=0}^{\infty }a_{i}} heet absoluut convergent als:
{\displaystyle \sum _{i=0}^{\infty }\left|a_{i}\right|<\infty }
De definitie wordt uitgebreid tot genormeerde ruimten. Een reeks {\displaystyle \sum _{i=0}^{\infty }x_{i}} van elementen in een genormeerde ruimte met norm {\displaystyle \|\cdot \|} heet absoluut convergent, als:
{\displaystyle \sum _{i=0}^{\infty }\|x_{i}\|<\infty }
Een absoluut convergente reeks is convergent. Het permuteren van de termen verandert de convergentie en limiet niet.
Als een reeks niet absoluut convergent is, is de som van de absolute waarden oneindig. Een convergente reeks die niet absoluut convergent is heet een voorwaardelijk convergente reeks. Voor iedere waarde, inclusief oneindig en min oneindig, is er een permutatie van de termen van de reeks waarbij de som van de zo gevormde nieuwe reeks gelijk is aan die waarde.
Absolute convergentie is van essentieel belang voor de studie van oneindige reeksen, omdat de eigenschap enerzijds sterk genoeg is om te garanderen dat zulke reeksen bepaalde fundamentele eigenschappen van eindige sommen behouden, waarvan de belangrijkste de omlegging van de termen en de convergentie van het product van twee oneindige reeksen zijn, en anderzijds zwak genoeg om in de praktijk vaak voor te komen.